# 亨利·甘特
亨利·羅倫斯·甘特（英語：Henry Laurence Gantt，1861年5月20日—1919年11月23日），美国機械工程師和管理學家。他在1910年代發展出甘特圖，並以此聞名於世。甘特圖用於包括胡佛水壩和州際高速公路系統等大型計畫中，並且一直到現在依然是專案管理的重要工具。

## 傳記
甘特生於馬里蘭州卡爾弗特郡。他畢業於約翰斯·霍普金斯大學，並且在史蒂文斯理工學院取得碩士學位。在成為機器工程師之前，他當過教師和製圖工。1887年，他加入弗里德里克·温斯罗·泰勒（Frederick W. Taylor）在密德維爾鋼鐵和伯利恆鋼鐵的科學管理工作，一直到1893年。在他晚年的管理顧問生涯中，除了甘特圖，他設計了薪資的「task and bonus」系統，還發展出測量工人的工作效率和生產力的方法。他死於1919年11月23日。